# ایشتوان شارکوزی

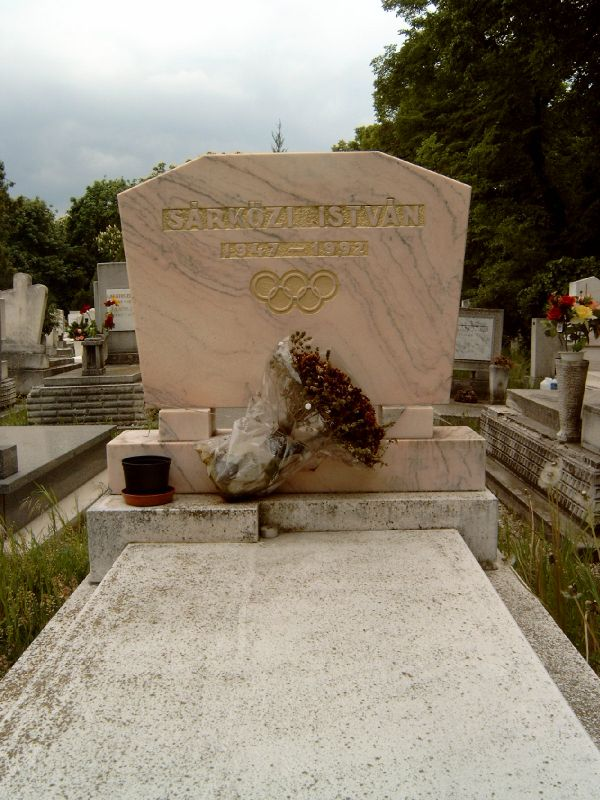
سنگ‌مزار «ایشتوان شارکوزی»

ایشتوان شارکوزی (مجاری: Sárközi István; ۲۱ اکتبر ۱۹۴۷ – ۳۱ ژانویهٔ ۱۹۹۲) بازیکن فوتبال اهل مجارستان بود.
از باشگاه‌هایی که در آن بازی کرده‌است می‌توان به باشگاه فوتبال ام‌تی‌کی بوداپست اشاره کرد. وی به‌همراه تیم ملی فوتبال مجارستان در بازی‌های المپیک تابستانی ۱۹۶۸ به مقام قهرمانی دست پیدا کرده‌است.